# 올재 클래식스
올재 클래식스는 2011년 9월에 설립된 비영리 사단법인(이사장 홍정욱)이다.
‘올재[轄載]’는 《계림유사》에 나와 있는 ‘내일’의 고유어이다. 최고 수준의 동서양 인문 고전 번역본을 100만 권 가량 출간했고, 그 중 20만 권 가량을 기부하는 첫 번째 지혜나눔을 끝으로 현재 오디오북, 영상, 강연, 모임, 출간 등 모든 미디어를 아우르는 두 번째 지혜나눔을 진행하고 있다.

## 올재 클래식스
올재 클래식스는 대한민국의 비영리 사단법인(이사장 홍정욱)인 올재에서 출간하는 지혜나눔이다. 책의 가격은 모두 2,900원으로, 분기별로 4~5권씩 권당 오천 부를 인쇄하여 사천 부는 교보문고를 통하여 판매하며, 나머지 천 부는 소외계층, 복지시설, 군부대 등에 기부한다. 
2017년 10월 출간 100만 권을 돌파, 2023년 44차 시리즈를 끝으로 올재 클래식스가 마무리되었다. 시리즈 중 인기가 있는 도서는 편집을 고치고 가격을 올린 뒤 부 수에 제한이 없는 ‘올재 셀렉션즈’ 시리즈로 재발행된다. 
| 번호 | 제목                          | 저자                   | 발행일           |
| ---- | ----------------------------- | ---------------------- | ---------------- |
| 1    | 한글 논어                     | 현암학술문화연구소     | 2011년 12월 30일 |
| 2    | 국가                          | 플라톤                 | 2011년 12월 30일 |
| 3    | 정치학                        | 아리스토텔레스         | 2011년 12월 30일 |
| 4    | 고운집                        | 최치원                 | 2011년 12월 30일 |
| 5    | 한글 맹자                     | 맹자                   | 2012년 4월 12일  |
| 6    | 소크라테스의 변명 외          | 플라톤                 | 2012년 4월 12일  |
| 7    | 유토피아                      | 토머스 모어            | 2012년 4월 12일  |
| 8    | 청성잡기                      | 성대중                 | 2012년 4월 12일  |
| 9    | 한글 중용·대학                | 주자                   | 2012년 7월 13일  |
| 10   | 팡세                          | 블레즈 파스칼          | 2012년 7월 13일  |
| 11   | 군주론                        | 니콜로 마키아벨리      | 2012년 7월 13일  |
| 12   | 기측체의                      | 최한기                 | 2012년 7월 13일  |
| 13   | 우서                          | 유수원                 | 2012년 7월 13일  |
| 14   | 채근담                        | 홍자성                 | 2012년 10월 19일 |
| 15   | 차라투스트라는 이렇게 말했다  | 프리드리히 니체        | 2012년 10월 19일 |
| 16   | 천로역정                      | 존 버니언              | 2012년 10월 19일 |
| 17   | 조선경국전                    | 정도전                 | 2012년 10월 19일 |
| 18   | 계원필경집 1                  | 최치원                 | 2013년 1월 18일  |
| 19   | 계원필경집 2                  | 최치원                 | 2013년 1월 18일  |
| 20   | 꿈의 해석                     | 지그문트 프로이트      | 2013년 1월 18일  |
| 21   | 명심보감                      | 추적                   | 2013년 1월 18일  |
| 22   | 서경                          | 빈칸                   | 2013년 4월 11일  |
| 23   | 사회계약론 외                 | 장 자크 루소           | 2013년 4월 11일  |
| 24   | 명상록                        | 마르쿠스 아우렐리우스  | 2013년 4월 11일  |
| 25   | 택리지                        | 이중환                 | 2013년 4월 11일  |
| 26   | 열하일기 1                    | 박지원                 | 2013년 7월 10일  |
| 27   | 열하일기 2                    | 박지원                 | 2013년 7월 10일  |
| 28   | 햄릿                          | 윌리엄 셰익스피어      | 2013년 7월 10일  |
| 29   | 유혹자의 일기                 | 쇠렌 키에르케고어      | 2013년 7월 10일  |
| 30   | 에밀                          | 장 자크 루소           | 2013년 10월 8일  |
| 31   | 땅의 양식                     | 앙드레 지드            | 2013년 10월 8일  |
| 32   | 격몽요결                      | 이이                   | 2013년 10월 8일  |
| 33   | 훈민정음통사                  | 방종현                 | 2013년 10월 8일  |
| 34   | 방법서설                      | 르네 데카르트          | 2014년 1월 15일  |
| 35   | 리바이어던                    | 토마스 홉스            | 2014년 1월 15일  |
| 36   | 역옹패설                      | 이제현                 | 2014년 1월 15일  |
| 37   | 유리알 유희                   | 헤르만 헤세            | 2014년 1월 15일  |
| 38   | 국부론 1                      | 애덤 스미스            | 2014년 4월 17일  |
| 39   | 국부론 2                      | 애덤 스미스            | 2014년 4월 17일  |
| 40   | 도덕경                        | 노자                   | 2014년 4월 17일  |
| 41   | 마음                          | 나쓰메 소세키          | 2014년 4월 17일  |
| 42   | 수호지 1                      | 시내암                 | 2014년 7월 15일  |
| 43   | 수호지 2                      | 시내암                 | 2014년 7월 15일  |
| 44   | 수호지 3                      | 시내암                 | 2014년 7월 15일  |
| 45   | 수호지 4                      | 시내암                 | 2014년 7월 15일  |
| 46   | 난중일기                      | 이순신                 | 2014년 10월 16일 |
| 47   | 징비록                        | 유성룡                 | 2014년 10월 16일 |
| 48   | 쇄미록 1                      | 오희문                 | 2014년 10월 16일 |
| 49   | 쇄미록 2                      | 오희문                 | 2014년 10월 16일 |
| 50   | 장자                          | 장자                   | 2015년 1월 8일   |
| 51   | 열자                          | 열자                   | 2015년 1월 8일   |
| 52   | 바가바드 기타                 | 빈칸                   | 2015년 1월 8일   |
| 53   | 젊은 베르테르의 슬픔          | 요한 볼프강 폰 괴테    | 2015년 1월 8일   |
| 54   | 산해경                        | 빈칸                   | 2015년 4월 8일   |
| 55   | 박물지                        | 쥘 르나르              | 2015년 4월 8일   |
| 56   | 춘추좌전 1                    | 좌구명                 | 2015년 4월 8일   |
| 57   | 춘추좌전 2                    | 좌구명                 | 2015년 4월 8일   |
| 58   | 서유기 1                      | 오승은                 | 2015년 7월 17일  |
| 59   | 서유기 2                      | 오승은                 | 2015년 7월 17일  |
| 60   | 서유기 3                      | 오승은                 | 2015년 7월 17일  |
| 61   | 서유기 4                      | 오승은                 | 2015년 7월 17일  |
| 62   | 대당서역기                    | 현장                   | 2015년 7월 17일  |
| 63   | 손자병법                      | 손무                   | 2015년 10월 23일 |
| 64   | 오자병법                      | 오기                   | 2015년 10월 23일 |
| 65   | 전술론                        | 니콜로 마키아벨리      | 2015년 10월 23일 |
| 66   | 포화                          | 앙리 바르뷔스          | 2015년 10월 23일 |
| 67   | 시경                          | 빈칸                   |                  |
| 68   | 문심조룡                      | 유협                   | 2016년 1월 21일  |
| 69   | 시학·데 아니마                | 아리스토텔레스         | 2016년 1월 21일  |
| 70   | 주홍 글씨                     | 너대니얼 호손          |                  |
| 71   | 지봉유설 1                    | 이수광                 | 2016년 4월 21일  |
| 72   | 지봉유설 2                    | 이수광                 | 2016년 4월 21일  |
| 73   | 종의 기원                     | 찰스 다윈              | 2016년 4월 21일  |
| 74   | 비글호 항해기                 | 찰스 다윈              | 2016년 4월 21일  |
| 75   | 홍루몽 1                      | 조설근                 | 2016년 7월 15일  |
| 76   | 홍루몽 2                      | 조설근                 | 2016년 7월 15일  |
| 77   | 홍루몽 3                      | 조설근                 | 2016년 7월 15일  |
| 78   | 홍루몽 4                      | 조설근                 | 2016년 7월 15일  |
| 79   | 동주 열국지 1                 | 풍몽룡                 | 2016년 10월 21일 |
| 80   | 동주 열국지 2                 | 풍몽룡                 | 2016년 10월 21일 |
| 81   | 동주 열국지 3                 | 풍몽룡                 | 2016년 10월 21일 |
| 82   | 동주 열국지 4                 | 풍몽룡                 | 2016년 10월 21일 |
| 83   | 동주 열국지 5                 | 풍몽룡                 | 2016년 10월 21일 |
| 84   | 카라마조프네 형제들 1         | 표도르 도스토옙스키    | 2017년 1월 19일  |
| 85   | 카라마조프네 형제들 2         | 표도르 도스토옙스키    | 2017년 1월 19일  |
| 86   | 고용, 이자 및 화폐의 일반이론 | 존 메이너드 케인스     | 2017년 1월 19일  |
| 87   | 법, 입법 그리고 자유 1        | 프리드리히 A. 하이에크 | 2017년 1월 19일  |
| 88   | 법, 입법 그리고 자유 2        | 프리드리히 A. 하이에크 | 2017년 1월 19일  |
| 89   | 금병매 1                      | 난릉 소소생            | 2017년 4월 21일  |
| 90   | 금병매 2                      | 난릉 소소생            | 2017년 4월 21일  |
| 91   | 금병매 3                      | 난릉 소소생            | 2017년 4월 21일  |
| 92   | 금병매 4                      | 난릉 소소생            | 2017년 4월 21일  |
| 93   | 금병매 5                      | 난릉 소소생            | 2017년 4월 21일  |
| 94   | 한비자 1                      | 한비                   | 2017년 7월 21일  |
| 95   | 한비자 2                      | 한비                   | 2017년 7월 21일  |
| 96   | 상군서                        | 상앙                   | 2017년 7월 21일  |
| 97   | 회남자 1                      | 유안                   | 2017년 7월 21일  |
| 98   | 회남자 2                      | 유안                   | 2017년 7월 21일  |
| 99   | 금강경                        | 빈칸                   | 2017년 10월 27일 |
| 100  | 동의수세보원                  | 이제마                 | 2017년 10월 27일 |
| 101  | 르네상스 미술가 평전 1        | 조르조 바자리          | 2017년 10월 27일 |
| 102  | 르네상스 미술가 평전 2        | 조르조 바자리          | 2017년 10월 27일 |
| 103  | 삼국사기 1                    | 김부식                 | 2018년 1월 26일  |
| 104  | 삼국사기 2                    | 김부식                 | 2018년 1월 26일  |
| 105  | 크눌프·황야의 이리            | 헤르만 헤세            | 2018년 1월 26일  |
| 106  | 최초의 모험                   | 헤르만 헤세            | 2018년 1월 26일  |
| 107  | 사기 본기·사기 서             | 사마천                 | 2018년 4월 27일  |
| 108  | 사기 표                       | 사마천                 | 2018년 4월 27일  |
| 109  | 사기 세가                     | 사마천                 | 2018년 4월 27일  |
| 110  | 사기 열전 1                   | 사마천                 | 2018년 4월 27일  |
| 111  | 사기 열전 2                   | 사마천                 | 2018년 4월 27일  |
| 112  | 삼국지 1                      | 나관중                 | 2018년 7월 30일  |
| 113  | 삼국지 2                      | 나관중                 | 2018년 7월 30일  |
| 114  | 삼국지 3                      | 나관중                 | 2018년 7월 30일  |
| 115  | 삼국지 4                      | 나관중                 | 2018년 7월 30일  |
| 116  | 삼국지 5                      | 나관중                 | 2018년 7월 30일  |
| 117  | 황금가지 1                    | 제임스 조지 프레이저   | 2018년 10월 26일 |
| 118  | 황금가지 2                    | 제임스 조지 프레이저   | 2018년 10월 26일 |
| 119  | 파워엘리트                    | 찰스 라이트 밀스       | 2018년 10월 26일 |
| 120  | 묵자                          | 빈칸                   | 2018년 10월 26일 |
| 121  | 십팔사략 1                    | 증선지                 | 2019년 1월 25일  |
| 122  | 십팔사략 2                    | 증선지                 | 2019년 1월 25일  |
| 123  | 당시삼백수 1                  | 손수                   | 2019년 1월 25일  |
| 124  | 당시삼백수 2                  | 손수                   | 2019년 1월 25일  |
| 125  | 돈키호테                      | 미겔 데 세르반테스     | 2019년 1월 25일  |
| 126  | 자치통감 1                    | 사마광                 | 2019년 4월 26일  |
| 127  | 자치통감 2                    | 사마광                 | 2019년 4월 26일  |
| 128  | 자치통감 3                    | 사마광                 | 2019년 4월 26일  |
| 129  | 자치통감 4                    | 사마광                 | 2019년 4월 26일  |
| 130  | 자치통감 5                    | 사마광                 | 2019년 4월 26일  |
| 131  | 자치통감 6                    | 사마광                 | 2019년 4월 26일  |
| 132  | 자치통감 7                    | 사마광                 | 2019년 4월 26일  |
| 133  | 자치통감 8                    | 사마광                 | 2019년 4월 26일  |
| 134  | 자치통감 9                    | 사마광                 | 2019년 4월 26일  |
| 135  | 자치통감 10                   | 사마광                 | 2019년 4월 26일  |
| 136  | 잃어버린 시간을 찾아서 1      | 마르셀 프루스트        | 2019년 7월 26일  |
| 137  | 잃어버린 시간을 찾아서 2      | 마르셀 프루스트        | 2019년 7월 26일  |
| 138  | 잃어버린 시간을 찾아서 3      | 마르셀 프루스트        | 2019년 7월 26일  |
| 139  | 잃어버린 시간을 찾아서 4      | 마르셀 프루스트        | 2019년 7월 26일  |
| 140  | 잃어버린 시간을 찾아서 5      | 마르셀 프루스트        | 2019년 7월 26일  |
| 141  | 잃어버린 시간을 찾아서 6      | 마르셀 프루스트        | 2019년 7월 26일  |
| 142  | 잃어버린 시간을 찾아서 7      | 마르셀 프루스트        | 2019년 7월 26일  |
| 143  | 잃어버린 시간을 찾아서 8      | 마르셀 프루스트        | 2019년 7월 26일  |
| 144  | 잃어버린 시간을 찾아서 9      | 마르셀 프루스트        | 2019년 7월 26일  |
| 145  | 잃어버린 시간을 찾아서 10     | 마르셀 프루스트        | 2019년 7월 26일  |
| 146  | 관자 1                        | 관중                   | 2019년 10월 25일 |
| 147  | 관자 2                        | 관중                   | 2019년 10월 25일 |
| 148  | 순자                          | 순자                   | 2019년 10월 25일 |
| 149  | 주역                          | 빈칸                   | 2019년 10월 25일 |
| 150  | 전국책 1                      | 유향                   | 2020년 1월 17일  |
| 151  | 전국책 2                      | 유향                   | 2020년 1월 17일  |
| 152  | 맥베스                        | 윌리엄 셰익스피어      | 2020년 1월 17일  |
| 153  | 오셀로                        | 윌리엄 셰익스피어      | 2020년 1월 17일  |
| 154  | 리어왕                        | 윌리엄 셰익스피어      | 2020년 1월 17일  |
| 155  | 데카메론 1                    | 조반니 보카치오        | 2020년 4월 24일  |
| 156  | 데카메론 2                    | 조반니 보카치오        | 2020년 4월 24일  |
| 157  | 유림외사 1                    | 오경재                 | 2020년 4월 24일  |
| 158  | 유림외사 2                    | 오경재                 | 2020년 4월 24일  |
| 159  | 정관정요 1                    | 오긍                   | 2020년 7월 24일  |
| 160  | 정관정요 2                    | 오긍                   | 2020년 7월 24일  |
| 161  | 안씨가훈                      | 안지추                 | 2020년 7월 24일  |
| 162  | 신기관                        | 프랜시스 베이컨        | 2020년 7월 24일  |
| 163  | 고문진보 전집 1               | 황견 찬                | 2020년 10월 23일 |
| 164  | 고문진보 전집 1               | 황견 찬                | 2020년 10월 23일 |
| 165  | 고문진보 후집 1               | 황견 찬                | 2020년 10월 23일 |
| 166  | 고문진보 후집 1               | 황견 찬                | 2020년 10월 23일 |
| 167  | 안데르센 자서전               | 한스 안데르센          | 2020년 10월 23일 |
| 168  | 공자가어 1                    | 왕숙                   | 2021년 1월 22일  |
| 169  | 공자가어 2                    | 왕숙                   | 2021년 1월 22일  |
| 170  | 율곡어록                      | 율곡 이이              | 2021년 1월 22일  |
| 171  | 의지와 표상으로서의 세계 1    | 아르투어 쇼펜하우어    | 2021년 1월 22일  |
| 172  | 의지와 표상으로서의 세계 2    | 아르투어 쇼펜하우어    | 2021년 1월 22일  |
| 173  | 구운몽                        | 김만중                 | 2021년 4월 23일  |
| 174  | 춘향전                        |                        | 2021년 4월 23일  |
| 175  | 캔터베리 이야기 1             | 제프리 초서            | 2021년 4월 23일  |
| 176  | 캔터베리 이야기 2             | 제프리 초서            | 2021년 4월 23일  |
| 177  | 소학                          | 주희                   | 2021년 7월 23일  |
| 178  | 천자문                        | 주흥사                 | 2021년 7월 23일  |
| 179  | 괴테와의 대화 1               | 요한 페터 에커만       | 2021년 7월 23일  |
| 180  | 괴테와의 대화 2               | 요한 페터 에커만       | 2021년 7월 23일  |
| 181  | 풍운아 홍길동 1               | 신동우                 | 2021년 10월 22일 |
| 182  | 풍운아 홍길동 2               | 신동우                 | 2021년 10월 22일 |
| 183  | 풍운아 홍길동 3               | 신동우                 | 2021년 10월 22일 |
| 184  | 풍운아 홍길동 4               | 신동우                 | 2021년 10월 22일 |
| 185  | 제감도설                      | 장거정                 | 2022년 1월 21일  |
| 186  | 나의 투쟁 1                   | 아돌프 히틀러          | 2022년 1월 21일  |
| 187  | 나의 투쟁 2                   | 아돌프 히틀러          | 2022년 1월 21일  |
| 188  | 독일 국민에게 고함            | 요한 고틀리프 피히테   | 2022년 1월 21일  |
| 189  | 인간과 동물의 감정 표현       | 찰스 다윈              | 2022년 4월 22일  |
| 190  | 인간적인 너무나 인간적인      | 프리드리히 니체        | 2022년 4월 22일  |
| 191  | 해동야언                      | 허봉                   | 2022년 4월 22일  |
| 192  | 어우야담 ㆍ 계서야담          | 유몽인 ㆍ 이희준       | 2022년 4월 22일  |
| 193  | 파브르 곤충기 1               | 장 앙리 파브르         | 2022년 7월 29일  |
| 194  | 파브르 곤충기 2               | 장 앙리 파브르         | 2022년 7월 29일  |
| 195  | 파브르 곤충기 3               | 장 앙리 파브르         | 2022년 7월 29일  |
| 196  | 파브르 곤충기 4               | 장 앙리 파브르         | 2022년 7월 29일  |
| 197  | 파브르 곤충기 5               | 장 앙리 파브르         | 2022년 7월 29일  |
| 198  | 이탈리아 기행                 | 요한 볼프강 폰 괴테    | 2022년 10월 28일 |
| 199  | 안톤 체호프 4대 희곡          | 안톤 체호프            | 2022년 10월 28일 |
| 200  | 간양록ㆍ해동제국기            | 강항 ㆍ 신숙주         | 2022년 10월 28일 |
| 201  | 조선상식문답                  | 최남선                 | 2022년 10월 28일 |

## 올재 셀렉션즈
올재 셀렉션즈는 한정판인 올재 클래식스와 달리 지속적으로 출간된다. 판매 수익금이 전액 지혜 나눔에 쓰이는 시리즈로, 클래식스 시리즈 중 독자들의 재발간 요청이 뜨거운 책들을 선별해 다시 편집하고 손질하여 펴내는 책들이다. 
책 소개의 글에는 다음과 같은 문장이 적혀 있다. ‘지혜 나눔을 위해 각종 후원을 받아 2,900원이란 낮은 가격으로 판매되었던 <올재 클래식스> 시리즈보다는 다소 높은 가격에 판매하는 대신 판매로 얻어지는 수익이 모두 공익을 위해 다시 쓰입니다. <올재 셀렉션즈>를 통해 주옥 같은 고전도 읽으면서 지혜 나눔에도 동참하시기 바랍니다.'
| 번호 | 제목                 | 저자                  | 발행일           |
| ---- | -------------------- | --------------------- | ---------------- |
| 1    | 한글 논어            | 현암학술문화연구소    | 2012년 12월 30일 |
| 2    | 국가                 | 플라톤                | 2013년 3월 25일  |
| 3    | 조선경국전           | 정도전                | 2014년 3월 17일  |
| 4    | 햄릿(구버전)         | 윌리엄 셰익스피어     | 2014년 12월 8일  |
| 5    | 한글 맹자            | 맹자                  | 2012년 4월 12일  |
| 6    | 훈민정음통사         | 방종현                | 2015년 3월 10일  |
| 7    | 정치학               | 아리스토텔레스        | 2015년 4월 30일  |
| 8    | 도덕경               | 노자                  | 2015년 6월 8일   |
| 9    | 수호지 1~4           | 시내암                | 2015년 9월 14일  |
| 13   | 열하일기 1~2         | 박지원                | 2016년 8월 29일  |
| 15   | 명상록               | 마르쿠스 아우렐리우스 | 2017년 3월 15일  |
| 16   | 젊은 베르테르의 슬픔 | 요한 볼프강 폰 괴테   | 2017년 8월 10일  |
| 17   | 국부론 1~2           | 애덤 스미스           | 2020년 7월 24일  |
| 19   | 손자병법             | 손무                  | 2021년 6월 17일  |
| 20   | 햄릿(신버전)         | 윌리엄 셰익스피어     | 2021년 9월 1일   |
| 21   | 맥베스               | 윌리엄 셰익스피어     | 2021년 9월 1일   |
| 22   | 오셀로               | 윌리엄 셰익스피어     | 2021년 9월 1일   |
| 23   | 리어왕               | 윌리엄 셰익스피어     | 2021년 9월 1일   |
| 24   | 오자병법             | 오기                  | 2021년 9월 14일  |
| 25   | 삼국지 1             | 나관중                | 2023년 1월 27일  |

## 유튜브 채널
올재 지혜공작소 유튜브 채널에서 무료 오디오북과 인문학 영상을 볼 수 있다.  
- 올재 클래식스로 출간되었던 도서를 오디오북으로 제작, 올재 지혜공작소 유튜브 채널에서 전편을 모두 무료로 들을 수 있다. 2023년 1월 채널 공개를 시작으로 총 120회에 걸쳐 27차 클래식스 시리즈로 큰 사랑을 받았던 연변인문출판사 번역본의 삼국지를 오디오북으로 제작, 공개 중에 있으며 공준호 성우가 낭독에 참여하였다. 4월에는 젊은 베르테르의 슬픔을 7회차로 제작, 공개하였으며 신범식, 우성은 성우가 낭독에 참여하였다. 이후에도 클래식스 시리즈로 사랑을 받았던 다양한 도서를 토대로 오디오북이 공개될 예정이다.

- 지혜나눔 방식을 바꿔 대중들이 제안하는 기획을 영상화 하는 '지혜공작소' 프로젝트를 진행하고 있다. 과학을 포함한 인문학 속 흥미로운 소재를 제공하는 지혜작가를 지원하고 있다. 올재는 그 소재를 가다듬어 다양한 인문학 콘텐츠 영상을 제작하여 공개한다. 지혜작가 채택 시 누릴 수 있는 여러가지 혜택이 있다. 자세한 내용은 홈페이지를 참고.